# Catenicella dawsoni
Catenicella dawsoni är en mossdjursart som beskrevs av Wyville Thomson 1858. Catenicella dawsoni ingår i släktet Catenicella och familjen Catenicellidae. Inga underarter finns listade i Catalogue of Life.